# Pánico del cobre de 1789
El Pánico del cobre de 1789 fue una de las primeras crisis monetarias de los Estados Unidos que fue causada por la degradación y la pérdida de confianza en las monedas de cobre que sucedió bajo la presidencia de George Washington.
Después de la Revolución Americana, muchos estados comenzaron a acuñar sus propias monedas en gran parte en cobre. Al principio, las monedas fueron ampliamente aceptadas y su uso fue raramente impedido, mientras que varios intentos del Imperio Británico para introducir nuevas monedas en las Américas se encontraron con resistencia. Durante algunos años hubo altos niveles de confianza en estas monedas y con el conocimiento que eran de un cobre de alta calidad.

## Primeras falsificaciones
A medida que más falsificadores comenzaron la producción y causaron que los mineros hubieran de rebajar sus monedas para permanecer en los negocios, el valor del cobre comenzó a caer. Varias leyes fueron aprobadas durante este periodo de tiempo, incluyendo la prohibición de las monedas rebajadas de ser considerada como moneda de curso legal. El Estado de Nueva York prohibió completamente la circulación de las monedas de cobre. El estado de New Jersey en 1787 declaró que ya no aceptaría ninguna oferta legal de otros estados por ninguna deuda. Esto favoreció la caída de los precios del cobre, obligando a muchos de los mineros a cerrar, dejando solos a los falsificadores para la para la producción de monedas de muy baja calidad.

## Inflación máxima
En 1789 el mercado estaba completamente inundado de cobres degradados que eran oficialmente ilegales y por tanto causó que los ciudadanos perdieran toda confianza en ellos. Las monedas se volvieron casi completamente inútiles. En el apogeo de la degradación, hubo una tasa de inflación del 430% para el cobre y el comercio cesó, obligando a varias empresas y fabricantes a cerrar.

## Nueva estabilidad
La situación se alivió cuando el Banco de Filadelfia comenzó a emitir billetes de papel para reemplazar las monedas de cobre. Los gobiernos estatales trataron de cooperar con el plan y, por tanto, establecieron la pequeña moneda fiduciaria como un medio activo de comercio. Con la estabilidad volviendo a la economía, el valor del cobre también aumentó nuevamente, hasta que casi volvió a los valores normales en la mayoría de las áreas. El comercio comenzó a florecer nuevamente cuando en el sistema monetario se restauró la confianza. Este evento fue en gran parte un factor para que el gobierno federal estableciera un estándar federal más fuerte de la moneda e iniciara más impuestos federales.